# Reyes Romero
María de los Reyes Romero Vilches (Marchena, 30 de dezembro de 1967), também conhecida como Reyes Romero, é uma política espanhola do Partido Vox. Atualmente, assume as funções de deputada no Congresso dos deputados e vogal do comité executivo nacional do vox.
Reyes Romero é natural de Marchena. Trabalhou nas indústrias de moda e publicidade antes de se envolver na política. Reyes Romero descreve-se como politicamente ativa desde que era adolescente, mas não esteve envolvida em nenhum partido político antes do Vox. É um membro fundador do Vox ao lado de Santiago Abascal. Foi no primeiro mandato de Abascal, vice-Presidente do partido. É casada com o colega político Macario Valpuesta.
Foi eleita para o Congresso dos Deputados nas eleições gerais espanholas de abril de 2019 para o círculo eleitoral de Sevilha,  novamente nas eleições de novembro daquele ano e nas eleições de 2023. 
Expressou oposição ao ativismo feminista moderno e descreveu as feministas da terceira onda como feminazis.